# (100432) 1996 HX23
(100432) 1996 HX23 es un asteroide perteneciente al cinturón de asteroides, descubierto el 20 de abril de 1996 por Eric Walter Elst desde el Observatorio de La Silla, Chile.

## Designación y nombre
Designado provisionalmente como 1996 HX23.

## Características orbitales
1996 HX23 está situado a una distancia media del Sol de 2,551 ua, pudiendo alejarse hasta 2,928 ua y acercarse hasta 2,173 ua. Su excentricidad es 0,148 y la inclinación orbital 6,988 grados. Emplea 1488 días en completar una órbita alrededor del Sol.

## Características físicas
La magnitud absoluta de 1996 HX23 es 16.